# Трумпф, Клаус
Клаус Трумпф (нем. Klaus Trumpf; род. 1940, Гёрлиц) — немецкий контрабасист и музыкальный педагог.

## Биография
Сын контрабасиста. Учился в Берлине у Хорста Буттера, в дальнейшем проходил мастер-классы Ханса Фрибы, Лайоша Монтага, Франтишека Гертля, Людвига Штрайхера. С 1962 г. играл в оркестре Немецкой оперы в Берлине, с 1967 г. преподавал в Берлинской академии музыки имени Эйслера, с 1991 г. в Саарбрюкене, с 1994 г. в Мюнхенской Высшей школе музыки. Инициатор Международного конкурса контрабасистов имени Шпергера, основатель студенческого ансамбля контрабасистов «Bassiona Amorosa».